# علی شایگان
سیّد علی شایگان (زاده ۱۰ اسفند ۱۲۸۱ – درگذشته ۲۳ اردیبهشت ۱۳۶۰ در نیوجرسی) روزنامه‌نگار و حقوق‌دان ایرانی، از رهبران سیاسی طراز اول ایران و از همکاران محمد مصدق، از رهبران جبهه ملی ایران بود که پس از کودتای ۲۸ مرداد توسط حکومت پهلوی به زندان محکوم شد و تا سال ۱۳۳۴ در زندان به سر برد. دکتر علی شایگان مورد احترام در کشور و از بنیادگذاران نهضت مقاومت ملی پس از کودتای ۲۸ مرداد بود. دکتر علی شایگان را همراه با دکتر فاطمی چهره‌های برجستهٔ جناح چپ دولت مصدق می‌نامیدند.

## زندگی
او که یکی از رهبران جبههٔ ملی ایران به‌شمار می‌آید، از همکاران مصدق در روند ملی شدن صنعت نفت و استاد برجستهٔ حقوق بین‌الملل بود. سید علی شایگان فرزند سید هاشم مولی رهی شیرازی بود که در سال ۱۲۸۱ در شیراز به دنیا آمد و پس از پایان تحصیلات متوسطه مدتی به آموزگاری پرداخت. وی یک دوره کامل فقه و اصول و حکمت را نیز نزد استادان گذرانید و بعدها پس از گذراندن دوره مدرسه عالی حقوق در سال ۱۳۰۶ شمسی به فرانسه رفت. او دو سال در دانشکده حقوق دانشگاه لیون در رشته حقوق تحصیل کرد. سپس به دانشکده حقوق دانشگاه پاریس رفت و پایان‌نامه اش را در موضوع «تاریخ حقوق عمومی اسلام» نوشت و مدرک دکترای حقوق در رشته حقوق عمومی و اقتصاد را از همین دانشگاه دریافت کرد. در سال ۱۳۱۳ با اخذ درجهٔ دکترای حقوق به ایران بازگشت و به سمت دانشیاری دانشکدهٔ حقوق دانشگاه تهران مشغول خدمت شد.
علی شایگان در سال ۱۳۲۶ به عنوان یکی از نخستین استادان رشته حقوق مدنی در دوره دکترای حقوق در دانشگاه تهران به تدریس پرداخت و سال‌ها عهده‌دار همین کرسی بود. همچنین به عنوان مستشار حقوقی وزارت دارایی با این وزارتخانه همکاری داشت. یکی از آثار تألیفی او کتاب «حقوق مدنی» است.

## فعالیت‌های سیاسی
سید علی شایگان در دولت قوام به وزارت فرهنگ نیز رسید و مناسبات حکومتی او باعث شد پس از مدتی روابط نزدیکی با مصدق پیدا کند. از این روزها تا پایان عمر همگان علی شایگان را یار وفادار مصدق می‌شناختند.
شایگان همچنین از مهر ۱۳۲۵ تا اسفند ۱۳۲۵ مسئول سازمان تربیت بدنی ایران بود و در دوره‌ی او برای اولین بار فدراسیون‌های ورزشی ایران ایجاد شده و شروع به کار کردند.
در مهر ۱۳۲۸ همراه با محمد مصدق در تحصن شرکت کرد و بعد از تشکیل جبههٔ ملی نیز در جبهه ملی عضو شد. شایگان در دانشگاه نیز فعالیت‌های گسترده‌ای داشت و آنگاه که هژیر تلاش می‌کرد تعهدنامه‌ای از دانشجویان بگیرد تا در سیاست دخالت نکنند، او نامهٔ سرگشاده آیزنهاور خطاب به دانشجویان آمریکا را ترجمه و چاپ کرد تا تشویق دانشجویان برای مشارکت‌های سیاسی باشد.
شایگان و حسن صدر و اصغر پارسا در تهیه لایحهٔ دفاعیه ایران در جریان پروندهٔ ایران در مقابل شرکت نفت ایران و انگلیس در دیوان دادگستری بین‌المللی همکاری کردند. از اعضای هیئت نمایندگی ایران در دیوان دادگستری بین‌المللی، آقایان حسین نواب، وزیر مختار ایران در هلند، نصرالله انتظام، اللهیار صالح، علی شایگان، کاظم حسیبی، کریم سنجابی، مظفر بقائی و محمدحسین علی‌آبادی بودند.
شایگان از رهبران سیاسی طراز اول ایران و از بنیادگذاران نهضت مقاومت ملی پس از کودتای ۲۸ مرداد بود و از وی به عنوان یکی از بنیان‌گذاران لایحه‌های دیوان قضائی بین‌الملل یاد می‌شود.

## کودتای ۲۸ مرداد
پس از پیروزی کودتای ۲۸ مرداد با همکاری دو سازمان سیا و سازمان اطلاعات مخفی بریتانیا شایگان مانند سایر اعضای جبهه ملی و همکاران محمد مصدق دستگیر شد.
او را همراه با حسین فاطمی چهره‌های برجسته جناح چپ دولت مصدق می‌نامیدند که پس از کودتای ۲۵ مرداد در سخنرانی میدان بهارستان شاه را کالایی نامید که قرار بود به تهران بیاید اما به بغداد رفت. هنگامی که شایگان و دیگر یاران دکتر مصدق در فردای کودتا، یعنی صبح روز ۲۹ مرداد ۳۲ برای اعلام وفاداری خود به مصدق دسته‌جمعی خود را به مقامهای انتظامی معرفی کردند، همین جمله مستمسکی برای محکومیت او در دادگاه شد.

## زندان
شایگان در آبان‌ماه ۱۳۳۲ در دادگاه نظامی که مصدق در آن محاکمه می‌شد به عنوان شاهد شرکت کرد. او در نخستین جلسهٔ دادگاه همین که دکتر مصدق را دید علاقه و وفاداری خود را با این بیت شعر به مصدق نشان داد:
چنان پر شد فضای سینه از دوست… که یاد خویش گم شد از ضمیرم
طی مراسم دادرسی با کمال افتخار از همکاری خود با مصدق یاد کرد و تا سال ۱۳۳۴ در زندان ماند. در زمان دستگیری فاطمی به عنوان آخرین بازماندهٔ مبارزان نهضت ملی، علی شایگان دوران زندان را می‌گذراند. در شب اعدام دکتر فاطمی با درخواست ملاقات او با شایگان موافقت شد. شایگان به سلول فاطمی رفت و با وی در آخرین شب زندگیش ملاقات کرد. سال‌های بعد نشر خاطرات شایگان که در دوران اسارت به رشته نگارش درآورد، منبع غنی برای روشن شدن زوایای ملی شدن نفت را در اختیار پژوهش‌گران قرار داد.

## پس از کودتا
پس از سپری کردن دوران زندان شایگان ناگزیر شد، ایران را به سوی آمریکا ترک گوید.
در آمریکا او به همراه خانواده در شهر کوچک نیوراشل در حومه نیویورک اقامت گزید و در دانشگاه معروف نیواسکول به تدریس زبان فارسی پرداخت.
اما در آنجا نیز با تهمت کمونیست بودن مواجه شد. علی‌رغم این وقایع تا زمان پیروزی انقلاب رهبری جبههٔ ملی در آمریکا را بر عهده گرفت. در اسفند ۵۷ نیز به ایران بازگشت و به لحاظ جایگاه علمی و ادبی او از سوی برخی گروه‌ها به عنوان کاندیدای ریاست جمهوری انتخاب شد. اما ترجیح داد این پیشنهاد را مسکوت بگذارد و به فعالیت‌های دانشگاهی بپردازد. سخنرانی او در سالروز یکصدمین زادروز مصدق در اردیبهشت ۵۸ و سخنان او در گردهمایی کانون وکلا که خرداد ۵۸ شکل گرفت را باید از آخرین فعالیت‌های او برشمرد.
دکتر شایگان در ۹ مرداد ۵۸ نیز در گردهمایی جبههٔ دموکراتیک ملی سخنرانی کرد. این گردهمایی به اغتشاش و ضرب وشتم انجامید.

## درگذشت
شایگان با قصد معالجه برای مدتی نامعلوم تهران را به مقصد آمریکا ترک کرد و در تاریخ ۲۳ اردیبهشت ۱۳۶۰ در حالی که شش روز از بیهوشی کامل او به علت سکتهٔ مغزی می‌گذشت، در سن ۷۸ سالگی در بیمارستانی در نیوجرسی آمریکا مرد. جنازهٔ او پس از مرگ به ایران منتقل گردید و در بهشت زهرا قطعه ۸۹، ردیف ۱۸، شماره ۶ به خاک سپرده شد.